# Myotis septentrionalis
Myotis septentrionalis är en fladdermusart i familjen läderlappar som förekommer i Nordamerika. Populationen infogades tidigare som synonym i Myotis keenii men nyare taxonomiska avhandlingar och IUCN godkänner den som art.

## Utseende
Arten blir med svans 77 till 101 mm lång, har en 29 till 48 mm lång svans, 34 till 40 mm långa underarmar, 8 till 11 mm långa bakfötter och 14 till 19 mm långa öron. Myotis septentrionalis väger 4,5 till 10,8 g och har en vingspann på 220 till 260 mm. Jämförd med Myotis keenii har arten längre öron. De når cirka 5 mm över nosen när de vikas framåt. Dessutom är den broskiga fliken i örat (tragus) hos Myotis septentrionalis lång och spetsig medan Myotis keenii har en avrundad tragus. Flygmembranen som ligger mellan bakbenen har inga hår på kanten.
Denna fladdermus har ljus- till chokladbrun päls. Nosen, öronen och flygmembranen är däremot mörkbrun. Tandformeln är I 2/3 C 1/1 P 3/3 M 3/3, alltså 38 tänder.

## Utbredning och habitat
Utbredningsområdet sträcker sig från centrala Alabama och Georgia norrut till New Foundland i nordöst, North Dakota i väst och centrala Kanada i nordväst. Arten vistas främst i skogar.

## Ekologi
Beroende på utbredning håller arten från september eller november till mars eller maj vinterdvala. Den uppsöker därför grottor, övergivna gruvor eller i sällsynta fall jordhålor. Vissa individer vaknar under vintern och vandrar till ett annat gömställe. Myotis septentrionalis går ensam eller i mindre flockar i ide. Ofta sover den tillsammans med andra fladdermöss.
Arten jagar huvudsakligen flygande insekter som nattfjärilar, flugor eller skalbaggar. Dessutom ingår andra ryggradslösa djur i födan som fladdermusen plockar från växter eller från marken, till exempel spindlar och fjärilslarver. Myotis septentrionalis upptäcker sina byten med hjälp av ekolokaliseringen och den flyger med bytet till en lugn plats innan den äter. Jakten börjar under skymningen och sedan håller sig fladdermusen nära vägar, skogsgläntor eller dammar. Den fångar sina byten vanligen 1 till 3 meter över marken. När arten inte jagar kan den flyga med en hastighet av 13 km/h.
Före ungarnas födelse bildar honor egna kolonier som är skilda från hannarna. Vanligen ligger vinter- och sommarsovplatsen nära varandra men några flockar vandrar upp till 56 km under hösten och våren. Parningen sker under sensommaren eller hösten. Sedan förvarar honan hannens sädesceller i sina könsorgan. Tiden för den egentliga dräktigheten är inte känd. Beroende på utbredning föder honan mellan maj och juli en enda unge. Honor som tillhör samma koloni föder sina ungar nästan samtidig. Redan under tidiga hösten blir ungarna självständiga. Den äldsta kända individen var 18 år gammal.

## Status
Myotis septentrionalis vilar på sommaren även i trädens håligheter och under lösa barkskivor. Skogsavverkningar kan därför döda en hel flock. Flockar som vilar i gamla gruvor hotas när ingången stängs permanent. Ett annat hot är användningen av insekticider.
De nämnda hoten är bara av lokal betydelse. Hela beståndet listas av IUCN som livskraftig (LC).